# スルタン・サイード・ハン
スルタン・サイード・ハン（Sultan Said Khan、1487年 - 1533年7月）は、ヤルカンド・ハン国の建国者・ハン（在位：1514年9月 - 1533年7月）である。

## 人物
スルタン・サイードは1487年にモグーリスタン・ハン国で生まれ、1514年にヤルカンド・ハン国を建国し、1533年まで統治する。モグーリスタン・ハン国の初代君主であるトゥグルク・ティムールの直接の子孫である。 モーグルはイスラム教に改宗したトルコ系モンゴル人であった。
一部の英語の情報源は、この支配者をアブサイドと呼んでいる。

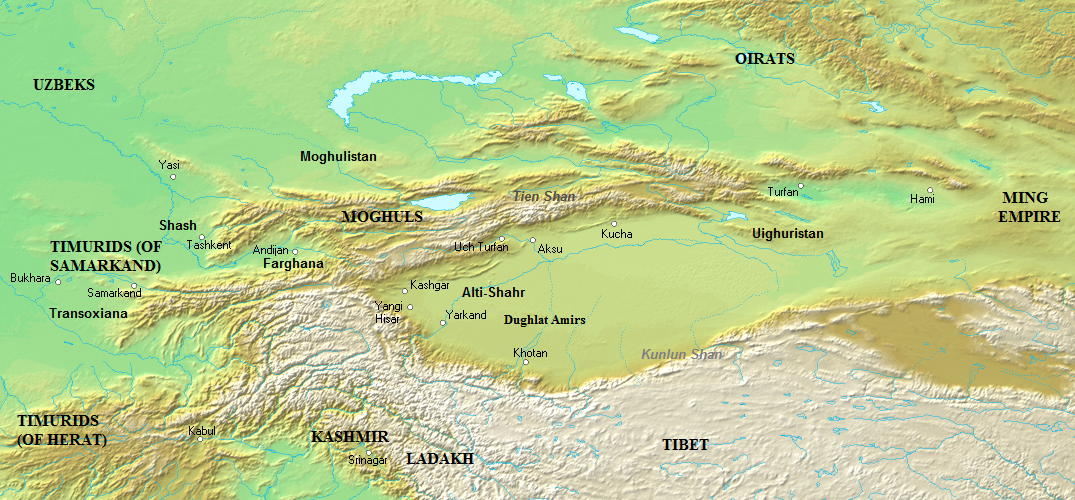
1450年頃の中央アジア

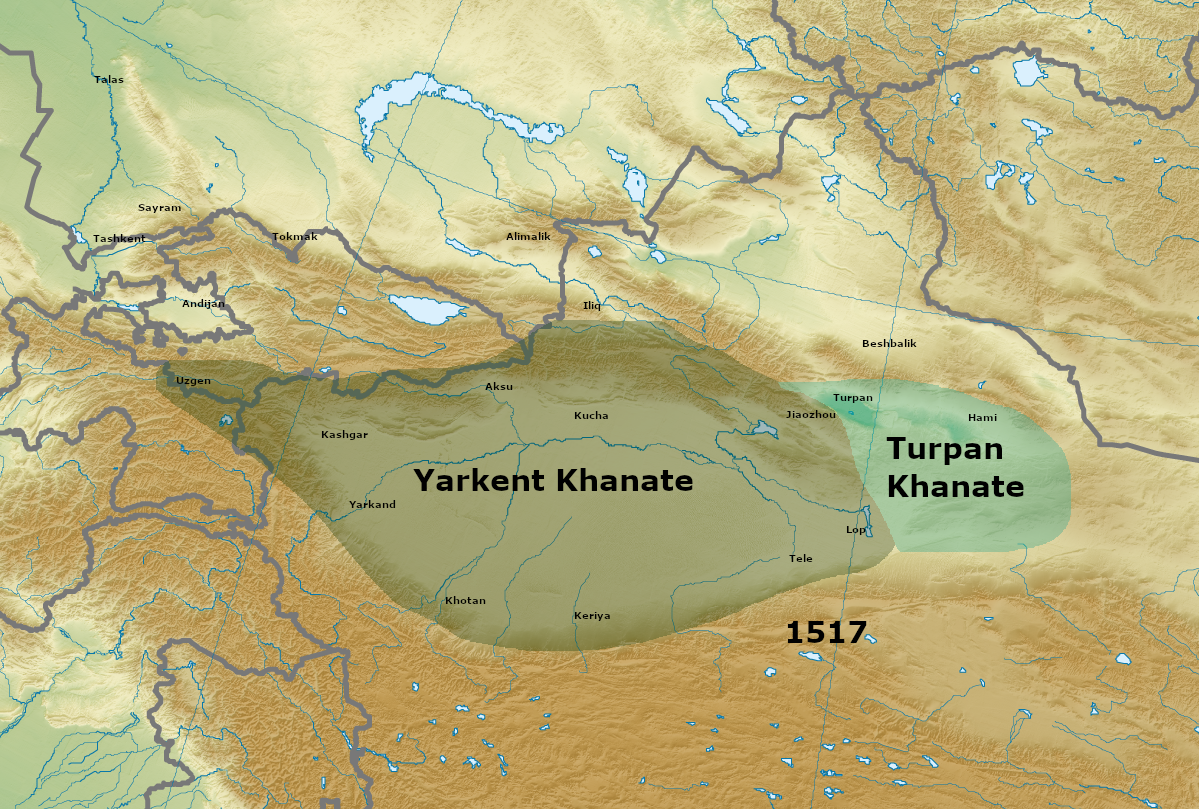
スルタン・サイード・ハンの支配の初め、1517年のYarkentとTurpan Khanates

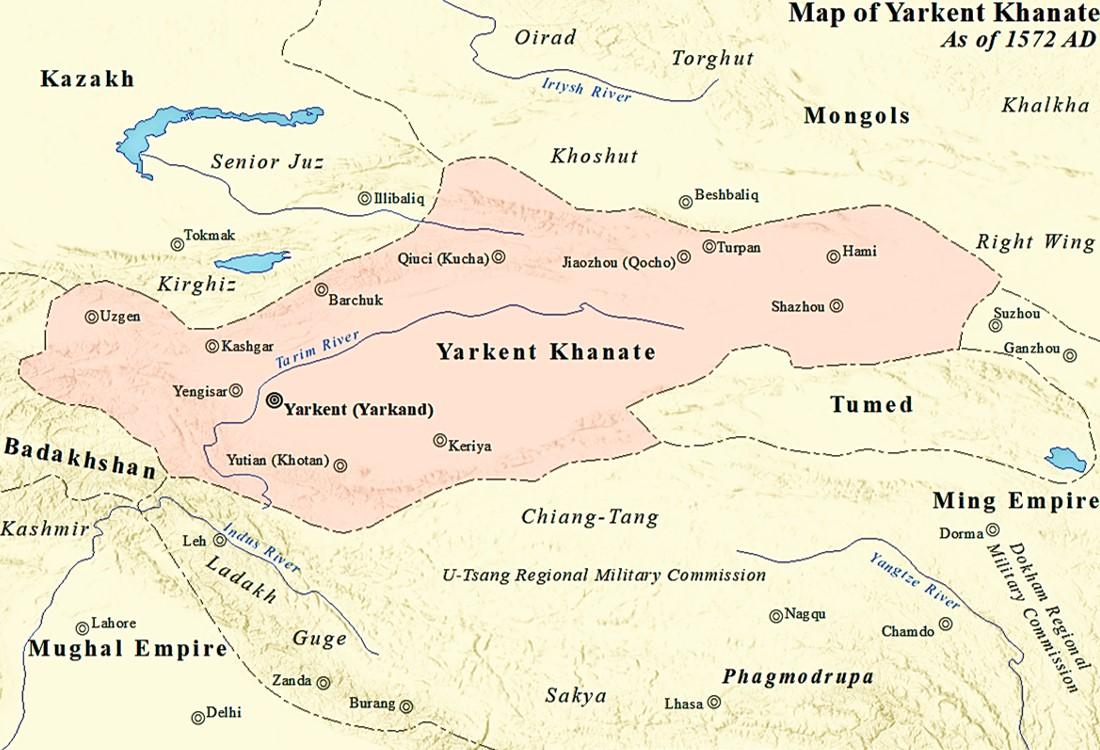
スルタン・サイード・ハン、孫のアブドゥル・カリーム・ハン（1560年 - 1591年）支配下の1572年のヤーケントハナート

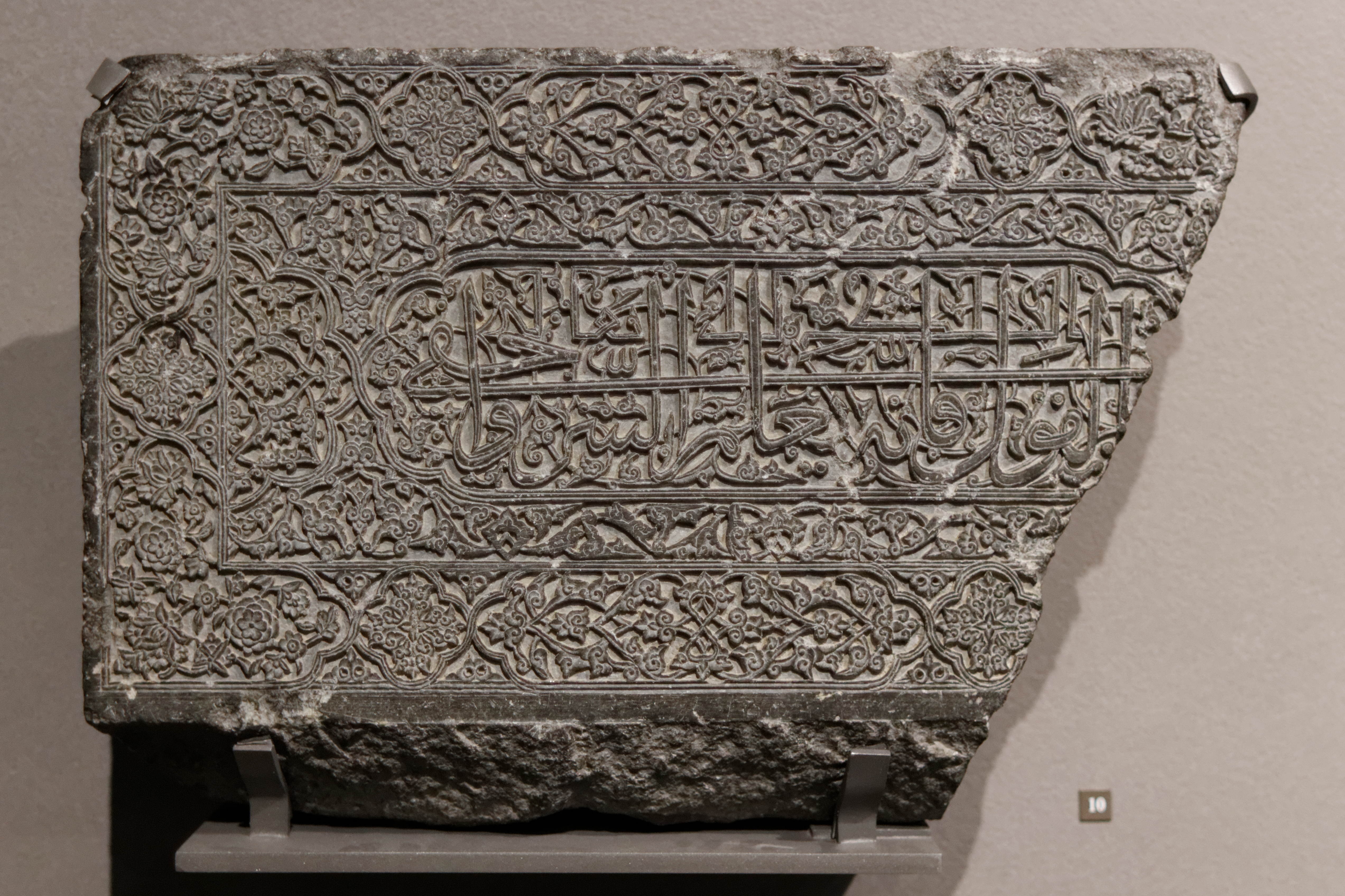
フランス、パリのルーヴル美術館所蔵、スルタン・サイード・ハンの彫刻が施された玄武岩の墓標